# José Contreras
José David Contreras Verna (ur. 20 października 1994 w Guasdualito) – wenezuelski piłkarz występujący na pozycji bramkarza w kolumbijskim klubie Águilas Doradas oraz w reprezentacji Wenezueli. Posiada również obywatelstwo kolumbijskie. Wychowanek Aragui. Znalazł się w kadrze na Copa América 2016.